# ブラキケラトプス
ブラキケラトプス（Brachyceratops）は白亜紀後期に生息していた角竜類の一種である。学名は古代ギリシア語で「短い角のある顔」を意味する（brachy-/βραχυ- "短い"、cerat-/κερατ- "角"、-ops/ωψ "顔"）。化石はカナダのアルバータ州、アメリカ合衆国のモンタナ州などで発見されている。しかしこれらは全て若い個体の断片的な骨格であるため、成体のサイズを推定することは難しい。
2010年にルベオサウルスという別属の恐竜の若い個体であることが指摘された。

## 発見と同定

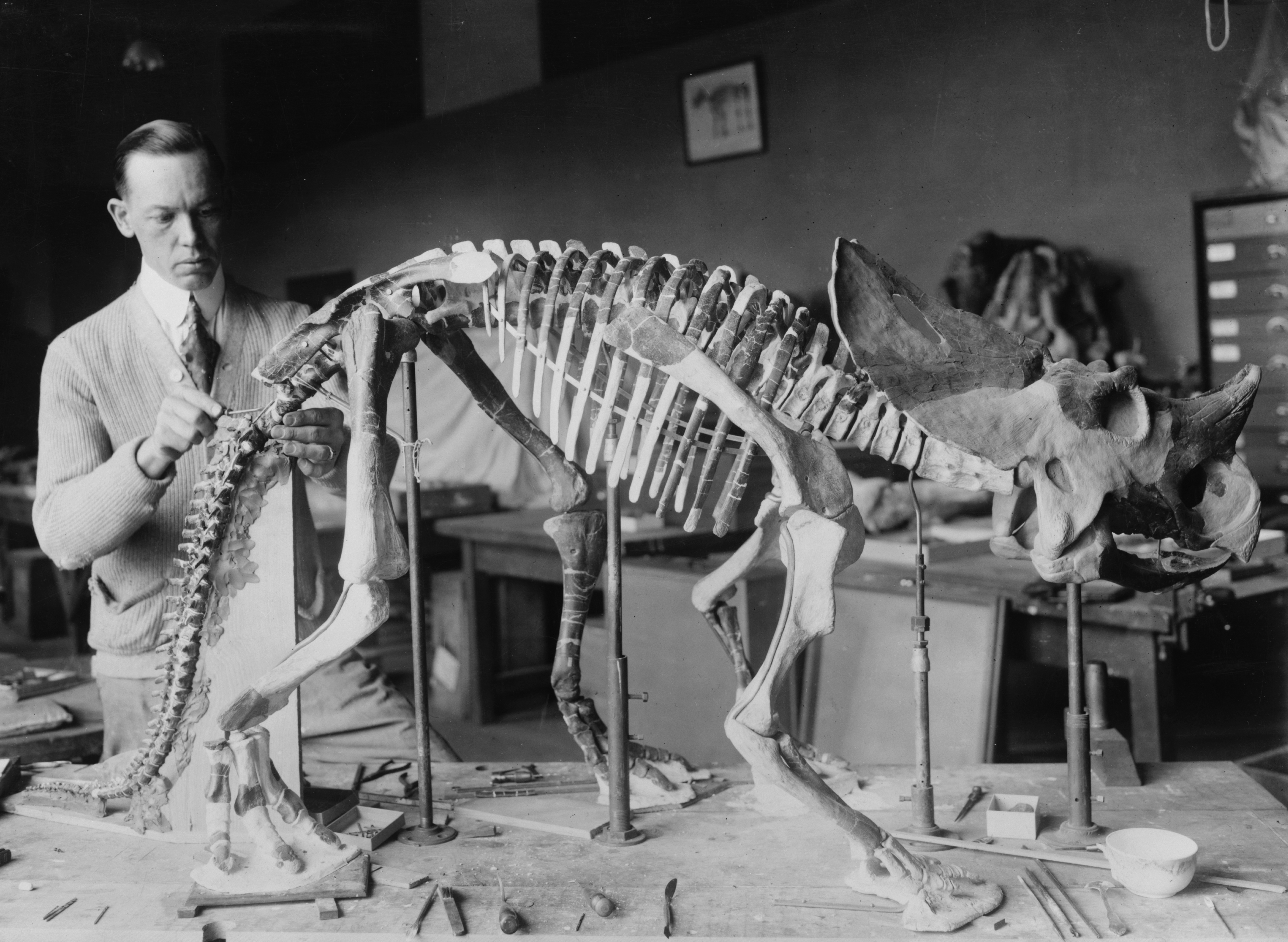
ブラキケラトプスの化石展示。ワシントンD.C.国立自然史博物館収蔵。

ブラキケラトプスのタイプ種である Brachyceratops montanensis は、モンタナ州中北部インディアン居留地にある、およそ7400万年前の地層であるツーメディスン累層（Two Medicine Formation）から発見された。化石の発見自体は1913年チャールズ・ギルモア（Charles W. Gilmore）によって、正式な記載は翌1914年になされた。
発見された骨格は全て不完全で、体長1.5メートルほどの若い個体のものが5体分ごちゃまぜになっていた。これらの個体は同じ巣で孵化したものと考えられている。
ブラキケラトプスはこの5体のみが発見されている。当初より他の既知のセントロサウルス亜科の恐竜の未熟な個体である可能性もあるとされていたが、2011年にライアンらによってルベオサウルスの若い個体である可能性が高いと報告された。
これらの化石はワシントンD.C.のスミソニアン博物館に保管されている。

## 頭骨
ブラキケラトプスの5つの化石標本のうち、頭骨が残っているものはわずかに1つであり、しかも他の骨格部分から離れて破損した状態で発見されたものである。この頭骨に基づき、ブラキケラトプスは目の上に（例えばトリケラトプスのような）角ではなく瘤のようなものを持っていたと考えられている。鼻角は厚くて低く、フリルはやや大きめであった。しかしながら頭骨標本は前述のように不完全であるため、フリルに穴が空いていたかどうかなどは分かっていない。

## 分類
ブラキケラトプスは角竜類の仲間である。角竜類は草食性でオウムのようなくちばしを持ち、白亜紀後期（約6500万年前まで）の北アメリカ大陸やアジア大陸で繁栄していた。全ての角竜類はK-T境界で絶滅している。

## 食性
ブラキケラトプスは他の全てのケラトプス科の恐竜と同様に草食性であった。白亜紀にはいわゆる顕花植物の分布がまだ限られていたため、当時優占していたシダやソテツ、それに針葉樹の類を食していたと推定される。ケラトプス科の鋭いくちばしは、それらの植物の葉（針葉）をかじりとるためのものだったとされる。

## 読書案内
- Dodson, P. (1996). The Horned Dinosaurs. Princeton University Press, Princeton, New Jersey. ISBN 0-691-05900-4
- Groups of Dinosaurs at Visiting Drumheller